# Otto Jebáček
Otto Jebáček (10. června 1918 Kuřim – 15. září 1942 Biskajský záliv) byl český palubní střelec 311. československé bombardovací perutě a oběť druhé světové války.

## Život

### Před druhou světovou válkou
Otto Jebáček se narodil 10. června 1918 v Kuřimi. V rodném městě vychodil obecnou a měšťanskou školu a vyučil se holičem. Prezenční vojenskou službu absolvoval mezi lety 1936 a 1937 v Žilině u dělostřeleckého pluku 110. Dosáhl hodnosti četaře. Po návratu se věnoval své profesi.

### Druhá světová válka
Po německé okupaci opustil Otto Jebáček v den svých jednadvacátých narozenin 10. června 1939 ilegálně Protektorát Čechy a Morava a přes Polsko se dostal do Francie, kde vstoupil do cizinecké legie. Po vypuknutí druhé světové války byl ze závazku propuštěn a 26. září 1939 v Agde zařazen do zde vznikající československé zahraniční jednotky. V polovině ledna 1940 byl zařazen k dělostřelcům. Po pádu Francie v červnu téhož roku se evakuoval do Spojeného království, kde byl přijat do Royal Air Force. Absolvoval radiotelegrafický a střelecký kurz a 8. srpna 1941 byl zařazen k 311. československé bombardovací peruti jako palubní střelec/radista. Po operačním výcviku se zúčastnil četných náletů nad nacistické Německo i okupovanou Evropu mj. na Ostende, Essen, Hamburk a Emden. Po převelení perutě pod pobřežní velitelství se dále účastnil protiponorkových patrol. Celkem absolvoval dvacet operačních letů. Dne 15. září 1942 se zúčastnil další patroly nad Biskajským zálivem. Stroj Vickers Wellington Mk.Ic HD982 KX-Y byl v 17.32 hodin sestřelen dálkovým německým stíhačem Junkers Ju 88C-6 pilotovaným Willim Deuperem asi 200 km od Brestu. Těla posádky nebyla nikdy nalezena a 18. srpna 1943 byli všichni prohlášeni za mrtvé. Dosáhl hodnosti rotného.

## Ocenění

### Vyznamenání
- Československá medaile Za chrabrost před nepřítelem
- Československá medaile za zásluhy I. stupně
- Pamětní medaile československé armády v zahraničí
- Evropská hvězda leteckých posádek
- Hvězda Atlantiku

### Posmrtná cenění
- V roce 1946 byl Otto Jebáčkovi v rodné Kuřimi odhalen pomník, který byl po únoru 1948 komunistickou mocí odstraněn. Nový pomník z roku 1995 byl zničen vandaly, následně byl Otto Jebáčkovi odhalen pomník třetí[1]
- V roce 1991 byl Otto Jebáček in memoriam povýšen do hodnosti podplukovníka